# Pascal Juan Estrada
Pascal Juan Estrada (* 12. März 2002 in Linz) ist ein österreichischer Fußballspieler.

## Karriere

### Verein
Estrada begann seine Karriere beim ASKÖ Leonding. Im März 2010 wechselte er zum FC Pasching. Im März 2016 wechselte er zum LASK. Zur Saison 2016/17 kam er in die AKA Linz. Zur Saison 2018/19 wechselte der Abwehrspieler nach England in die Jugend der Wolverhampton Wanderers. Ab der Saison 2020/21 gehörte er fest zum U-23-Kader von Wolverhampton.
In die erste Mannschaft schaffte es Estrada allerdings nie und so wechselte er im Juli 2022 nach Slowenien zum NK Olimpija Ljubljana, bei dem er einen bis Mai 2024 laufenden Vertrag erhielt. Sein Debüt in der 1. SNL gab er im selben Monat am ersten Spieltag der Saison 2022/23 gegen den NŠ Mura. In seiner ersten Saison in Slowenien kam er zu insgesamt 33 Einsätzen im Oberhaus, mit Olimpija wurde er zudem Meister. In der Saison 2023/24 hingegen spielte er dann keine Rolle mehr, bis zur Winterpause kam er nur noch einmal zum Einsatz.
Im Jänner 2024 wurde dann bekanntgegeben, dass Estrada sich nach seinem Vertragsende in Ljubljana zur Saison 2024/25 dem österreichischen Bundesligisten SCR Altach anschließen werde. Im Februar 2024 wurde der Transfer dann aber vorgezogen und der Verteidiger wechselte per sofort zu den Altachern, bei denen er einen bis 2026 laufenden Vertrag erhielt.

### Nationalmannschaft
Estrada spielte im Februar 2020 zweimal gegen Zypern im österreichischen U-18-Team. Im September 2022 gab er gegen Wales sein Debüt für die U-21-Auswahl.

## Persönliches
Sein Vater Mario Mühlbauer war ebenfalls Fußballspieler und Bundesligaprofi in Pasching und Innsbruck.